# Soulatgé
Soulatgé là một xã của Pháp, nằm ở tỉnh Aude trong vùng Occitanie. Người dân địa phương trong tiếng Pháp gọi là Soulatgeois.

## Hành chính
| Danh sách các xã trưởng                |           |                   |      |         |
| Giai đoạn                              | Giai đoạn | Tên               | Đảng | Tư cách |
| tháng 3 năm 2001                       |           | Christian Casties |      |         |
| Tất cả các dữ liệu trước đây không rõ. |           |                   |      |         |

## Thông tin nhân khẩu
| 1793 | 1800 | 1806 | 1821 | 1831 | 1836 | 1841 | 1846 | 1851 |
| ---- | ---- | ---- | ---- | ---- | ---- | ---- | ---- | ---- |
| 302  | 302  | 299  | 346  | 366  | 379  | 372  | 363  | 359  |

| 1856 | 1861 | 1866 | 1872 | 1876 | 1881 | 1886 | 1891 | 1896 |
| ---- | ---- | ---- | ---- | ---- | ---- | ---- | ---- | ---- |
| 360  | 318  | 344  | 350  | 369  | 335  | 322  | 258  | 275  |

| 1901 | 1906 | 1911 | 1921 | 1926 | 1931 | 1936 | 1946 | 1954 |
| ---- | ---- | ---- | ---- | ---- | ---- | ---- | ---- | ---- |
| 261  | 259  | 249  | 186  | 186  | 179  | 159  | 167  | 139  |

| 1962                                         | 1968 | 1975 | 1982 | 1990 | 1999 | - | - | - |
| -------------------------------------------- | ---- | ---- | ---- | ---- | ---- | - | - | - |
| 100                                          | 80   | 62   | 82   | 90   | 92   | - | - | - |
| Số liệu kể từ 1962 : dân số không tính trùng |      |      |      |      |      |   |   |   |

Graphique d'évolution de la population 1794-1999

## Nhân vật nổi bật
- Bernard de Montfaucon, sinh ngày 16 tháng 1 năm 1655